# Pascal (voornaam)
De voornaam Pascal komt uit het Frans, maar oorspronkelijk uit het Latijn, waar Pascal verwijst naar Pascha, het Paasfeest. Pascal zou dan betekenen: op Pasen geboren, of verwijzend naar het paasmysterie, paaslam, et cetera.
Het is een veel voorkomende heiligennaam in de katholieke kerk. 
Eveneens een pausennaam: Pascal I, Pascal II, en een tegenpaus: Pascal III.
Varianten: Pasqual, Pasco, Paschalis
De vrouwelijke variant van Pascal is Pascale of Pascalle.

## Enkele naamdragers
- Pascal Baylon (1540 - 1592), Spaans lekenbroeder, rooms-katholiek heilige
- Pascal Briand (1976), voormalig Frans schaatser
- Pascal Garibian (1961), voormalig Frans voetbalscheidsrechter
- Pascal Lissouba (1931), voormalig president van Congo
- Pascal de Nijs (1979), voormalig Nederlands voetballer
- Pascal Simpson (1971), voormalig Zweeds voetballer
- Pascal Smet (1967), Belgisch politicus
- Pascal Tayot (1965), voormalig Frans judoka
- Pascal Zuberbühler (1971), voormalig Zwitsers voetballer

- Pascale Michiels (1968), Belgisch zangeres en actrice
- Pascale Bal (1971), Belgisch actrice en presentatrice

### Fictieve personen
- Pascale De Backer, personage uit tv-reeks F.C. De Kampioenen